# Sierra de la Virgen (Montes de Toledo)
La Sierra de la Virgen es una de las serranías pertenecientes a la Sierra de la Calderina, la cota máxima en la Sierra de la Virgen son 1.213 metros en el Pico Alamillo.

## Geografía
La Sierra de la Virgen está en su totalidad en la provincia de Ciudad Real, y mide unos 8 kilómetros de este a oeste. Esta sierra no la cruza ninguna carretera, pasa muy cerca de ella el Puerto de Ciudad Real, ralmente la roza, pasa entre la Sierra Luenga y la de la Virgen, para no tener que llegar a cotas mayores. A los pies de la Sierra de la Virgen está la ermita de la Virgen de la Sierra. La sierra de la Virgen se sitúa en los municipios de Fuente el Fresno y Villarrubia de los Ojos.
- Datos: Q27898856